# Vox populi vox Dei
Die lateinische Sentenz vox populi vox Dei (wörtlich: ‚Volkes Stimme [ist] Gottes Stimme‘) bedeutet übertragen „die öffentliche Meinung hat großes Gewicht“. Häufig wird jedoch nur vox populi verwendet.

## Verwendung
Die Vorstellung von der Macht der öffentlichen Meinung als etwas Göttlichem findet sich bei Hesiod in Werke und Tage: „Nie wird ganz ein Gerücht sich verlieren, das vielerlei Volkes häufig im Munde geführt; denn ein Gott ist auch das Gerücht selbst“, und in der Odyssee: „Sag’, ob […] das Volk dich etwa hasst in dem Lande, befolgend die Stimme Gottes.“ Seneca der Ältere formulierte in lateinischer Sprache: … crede mihi, sacra populi lingua est „… glaube mir, die Sprache des Volkes ist heilig“.
Die Sentenz erscheint in einem Brief Alkuins an Karl den Großen (um 798) mit politischen Ratschlägen als neunter Ratschlag: Nec audiendi qui solent dicere: 'Vox populi, vox Dei', cum tumultuositas vulgi semper insanię proxima sit, zu Deutsch: „Auf diejenigen muss man nicht hören, die zu sagen pflegen, ‚Volkes Stimme,  Gottes Stimme‘, da die Lärmsucht des Pöbels immer dem Wahnsinn sehr nahe kommt“. Die Sentenz wurde im Mittelalter häufiger zitiert, unter anderem in einem Brief (Epistel 15) des Theologen Petrus von Blois (1135–1204), in dem er die Geistlichkeit daran erinnert, wie wichtig das Urteil der Gemeinde über sie sei: Scriptum est, quia vox populi, vox Dei. Zu Deutsch: ‚Geschrieben steht: Weil es Volkes Stimme ist, ist es Gottes Stimme.‘
In England wurde 1719 ein Druckerlehrling gehängt, weil er den Autor einer jakobitischen Flugschrift mit dem Titel Ex Ore Tuo Te Judico. Vox Populi, Vox Dei „Aus deinem Mund richte ich dich, Volkes Stimme ist Gottes Stimme“ nicht preisgeben wollte.
Satirische Abwandlungen der Sentenz, die die Stimme des Volkes als absolut wandelbar, ohne eigene Qualität und Wert bezeichnen, existieren im Deutschen als Vox populi, vox Rindvieh sowie im Englischen als Vox populi – vox Halfpenny. Der Satz Vox populi, vox Rindvieh wurde 1918 durch den Reichstagsabgeordneten Elard von Oldenburg-Januschau bekannt gemacht. Dieser behauptete allerdings 1936 in seiner Autobiographie, nicht er habe die abfällige Bemerkung geprägt, sondern Friedrich von Wrangel.